# МКБ-10
ИЦД-10 (МКБ-10) је десета ревизија Међународне статистичке класификације болести и сродних здравствених проблема (ИЦД),  медицинска класификациона листа Светске здравствене организације (СЗО). Садржи шифре болести, знаке и симптоме, патолошке налазе, жалбе, друштвене околности и спољне узроке повреда или болести.
Рад на ИЦД-10 је почео 1983. године, а завршена је 1992.године.
Код у основној класификацији омогућава више од 14,400 различитих шифара и омогућава праћење многих нових дијагноза у односу на ИЦД-9. Због употребе додатних под-класификација број кодова може бити проширен на више од 16000. Нека национална издања проширују код још више; ИЦД-10-ЦМ, на пример, више од 70 000 кодова.
СЗО пружа детаљне информације о ИЦД онлајн, а такође могу да се упознају са материјалима на интернету, као што су ИЦД-10 претраживач, ИЦД-10 обука, ИЦД-10, онлајн учење, ИЦД-10, онлајн учење подршка, и студијски материјали за преузимање.
Међународна верзија ИЦД-10 је основна класификација за националне модификације ИЦДа. Прилагођене верзије се могу разликовати у много начина. 